# Карл Гернекамп
Карл Гернекамп (нім. Karl Hernekamp; 6 листопада 1896, Меєріх — 26 листопада 1965, Бохум) — німецький штабний офіцер і воєначальник, дипломований інженер (26 серпня 1930), генерал-лейтенант вермахту.

## Біографія
10 березня 1914 року вступив в армію, служив в артилерії. Учасник Першої світової війни. Після демобілізації армії залишений в рейхсвері. З 1 квітня 1926 по 1 квітня 1931 року навчався на інженера в Ганноверському вищому технічному училищі. З 10 травня 1938 року — начальник відділу, з 15 січня 1940 року — управлінської групи ОКГ. 1 серпня 1940 року відправлений в резерв ОКГ. З 10 серпня 1940 року — начальник штабу 728-го артилерійського полку. З 1 січня 1942 року виконував обов'язки командира 12-ї, з 1 березня по 1 червня 1942 року — 32-ї піхотної дивізії. 12 червня 1942 року знову відправлений в резерв ОКГ. З 21 вересня 1942 року — інспектор військової економіки та озброєнь в Празі, потім — голова комісії озброєнь і агент Імперського міністерства озброєнь і військової промисловості в Протектораті. З 10 березня 1945 року — командир 210-ї піхотної дивізії. 8 травня 1945 року взятий в полон. В 1947 році звільнений.

## Звання
- Фанен-юнкер (10 березня 1914)
- Фанен-юнкер-унтерофіцер (1 серпня 1914)
- Фенріх (1 листопада 1914)
- Лейтенант (18 квітня 1915)
- Оберлейтенант (24 липня 1922)
- Гауптман (1 листопада 1927)
- Майор (1 травня 1934)
- Оберстлейтенант (1 серпня 1936)
- Оберст (1 березня 1939)
- Генерал-майор (1 червня 1942)
- Генерал-лейтенант (9 листопада 1944)

## Нагороди
- Залізний хрест
  - 2-го класу (25 червня 1915)
  - 1-го класу (16 серпня 1917)
- Почесний хрест ветерана війни з мечами (7 січня 1935)
- Медаль «За вислугу років у Вермахті»
  - 4-го, 3-го і 2-го класу (18 років; 2 жовтня 1936) — отримав 3 нагороди одночасно.
  - 1-го класу (25 років; 10 березня 1939)
- Медаль «У пам'ять 13 березня 1938 року» (8 листопада 1938)
- Медаль «У пам'ять 1 жовтня 1938 року» із застібкою «Празький град» (12 вересня 1939)
- Імперський орден Ярма та Стріл (Іспанія; 20 березня 1941)[1]
- Застібка до Залізного хреста
  - 2-го класу (23 червня 1941)
  - 1-го класу (5 серпня 1941)
- Медаль «За зимову кампанію на Сході 1941/42» (5 вересня 1942)
- Хрест Воєнних заслуг 2-го і 1-го класу з мечами (20 квітня 1943) — отримав 2 нагороди одночасно.
- Дем'янський щит (20 листопада 1943)